# Vardar
 Ovo je glavno značenje pojma Vardar. Za druga značenja pogledajte Vardar (razdvojba).
Vardar (makedonski Вардар, grčki Αξιός – Axios, latinski Axius) je najveća rijeka Republike Sjeverne Makedonije i jedna od većih na Balkanu. Dužina rijeke iznosi 388 km, a njeno porječje pokriva površinu od oko 20.500 km².
Vardar izvire u Vrutoku, nekoliko kilometra jugozapadno od Gostivara u Republici Makedoniji, prolazi kroz Skoplje, Grčku i ulijeva se u Egejsko more.
Rijeka prolazi kroz Tikvešku kotlinu gdje se u nju ulivaju njene najveće pritoke Crna reka s lijeve i Bregalnica s desne strane.
Sjevernoj Makedoniji pripada 80% riječnog toka Vardara (301 km), zbog čega je današnja Sjeverna Makedonija i nosila ime Vardarska banovina u vrijeme Kraljevine Jugoslavije.

## Vanjske poveznice

### Ostali projekti
|  | Zajednički poslužitelj ima stranicu o temi Vardar    |
|  | Zajednički poslužitelj ima još gradiva o temi Vardar |